# 高雄市公車8042路
高雄市公車8042路（原E07沙旗美月世界快線），由高雄客運營運，起點站為實踐大學高雄校區，終點站為高鐵台南站，例假日延駛至奇美博物館、台南航空站。

原有區間車，起點為阿蓮分駐所，終點站為高鐵台南站，但是已經停駛。

## 歷史
- 2013年9月21日，原高雄客運 8042 路線移撥。
- 2015年2月1日，路線更改為沙旗美月世界快線，編號為E07，正式開通。[5]
- 2016年3月1日，路線延駛至實踐大學並且停駛區間車。
- 2019年9月1日，取消 E07沙旗美月世界快線名稱，恢復名稱8042。

## 收費方式

### 票證
- 一卡通（一卡通公司發行之電子票證智慧卡）
  - 高雄市公路客運、就醫公車、旗美國道快捷折12元，最高收費60元。[6]
- 悠遊卡（悠遊卡公司發行之電子票證智慧卡）

### 投幣
- 依里程收費。

## 停站
參見右側路線圖